# یواس‌اس اس‌سی-۱
یواس‌اس اس‌سی-۱ (به انگلیسی: USS SC-1) یک زیردریایی بود که طول آن ۱۱۰ فوت (۳۴ متر) بود. این زیردریایی در سال ۱۹۱۷ ساخته شد.